# Натиональштрассе B4
Натиональштрассе B4 (Nationalstraße нем. Национальная дорога) — автодорога, соединяющая города Людериц и Китмансхуп в Намибии. B4 также связывает южную Намибию с побережьем Атлантического океана (Порт Людериц) и проходит через Шперргебит.

## Маршрут
Людериц

 Аус C13

 Гоагеб C14

 Зехайм C12

 Китмансхуп B1
C16C17<

## Галерея

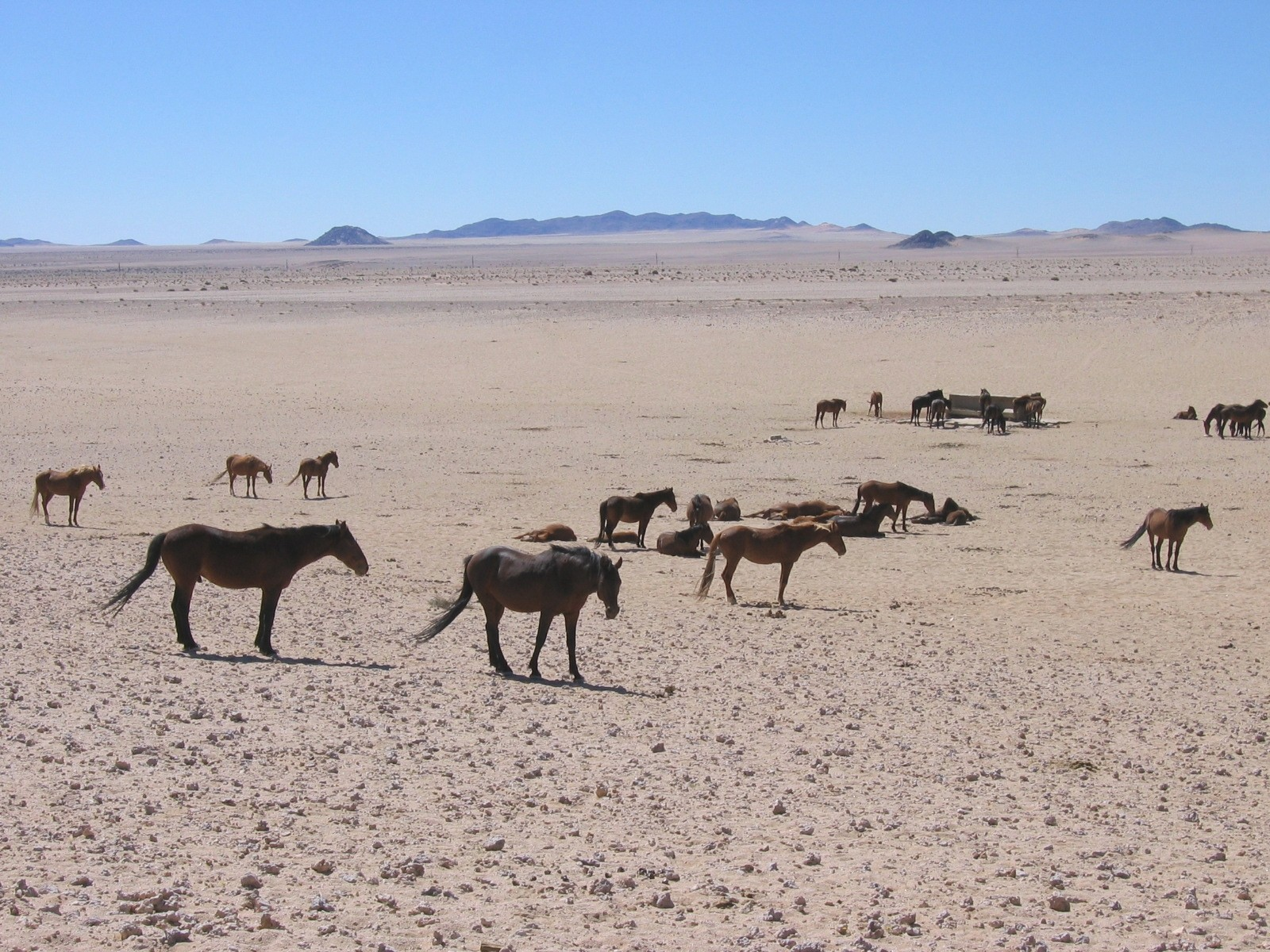
Пустынные лошади недалеко от B4 в Аусе
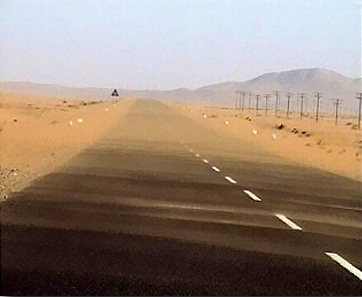
У Шперргебита